# Giro della Provincia di Reggio Calabria 1955
Il Giro della Provincia di Reggio Calabria 1955, sedicesima edizione della corsa, si svolse il 27 marzo 1955 su un percorso di 268 km, con partenza e arrivo a Reggio Calabria. La vittoria fu appannaggio dell'italiano Rino Benedetti, che completò il percorso in 7h51'00", alla media di 34,14 km/h, precedendo i connazionali Giancarlo Astrua e Angelo Conterno.

## Ordine d'arrivo (Top 10)
| Pos. | Corridore             | Squadra                           | Tempo    |
| ---- | --------------------- | --------------------------------- | -------- |
| 1    | Rino Benedetti        | Leo-Chlorodont                    | 7h51'00" |
| 2    | Giancarlo Astrua      | Atala-Pirelli                     | s.t.     |
| 3    | Angelo Conterno       | Torpado-Ursus                     | s.t.     |
| 4    | Aldo Moser            | Torpado-Ursus                     | s.t.     |
| 5    | Fausto Coppi          | Bianchi-Pirelli                   | s.t.     |
| 6    | Raphaël Géminiani     | Saint-Raphaël-R. Geminiani-Dunlop | s.t.     |
| 7    | Bruno Monti           | Atala-Pirelli                     | a 1'56"  |
| 8    | Cleto Maule           | Torpado-Ursus                     | a 3'47"  |
| 9    | Tranquillo Scudellaro | Legnano                           | s.t.     |
| 10   | Guido Boni            | Welter-Ursus                      | a 5'34"  |